# Joonas Kylmäkorpi
Joonas Kylmäkorpi, auch Flying Finn genannt, (* 14. Februar 1980 in Stockholm, Schweden) ist ein ehemaliger finnischer Langbahn- und Speedwayfahrer.
Er wurde von 2010 bis 2013 viermal hintereinander Langbahn-Weltmeister.

## Karriere
Joonas Kylmäkorpi startete 2000 in der Grasbahn-Europameisterschaft, der Speedway-U21-Weltmeisterschaft und in der Langbahn-Weltmeisterschaft.
In den Jahren 2003, 2004, 2009, 2011, 2012 und 2014 fuhr er in der Speedway-Weltmeisterschaft. Für das Team Finnland ging er 2010 und 2011 im Speedway World Cup an den Start.
Seine größten Erfolge erreichte er in der Langbahn-Weltmeisterschaft, wo er von 2005 bis 2015 in jedem Jahr teilnahm. Dort gewann er von 2010 bis 2013 in Folge den Weltmeistertitel.
2009 und 2010 fuhr er für Finnland in der Langbahn-Team-Weltmeisterschaft.
Kylmäkorpi ging für das Team Brokstedt Wikinger in den Jahren 2009, 2011 und von 2013 bis 2016 in der deutschen Speedway-Bundesliga an den Start.
2016 fuhr er zuletzt in der Speedway-Europameisterschaft. Er beendete 2017 nach einer schweren Trainingsverletzung seine Motorsportkarriere.